# Wildkirchli

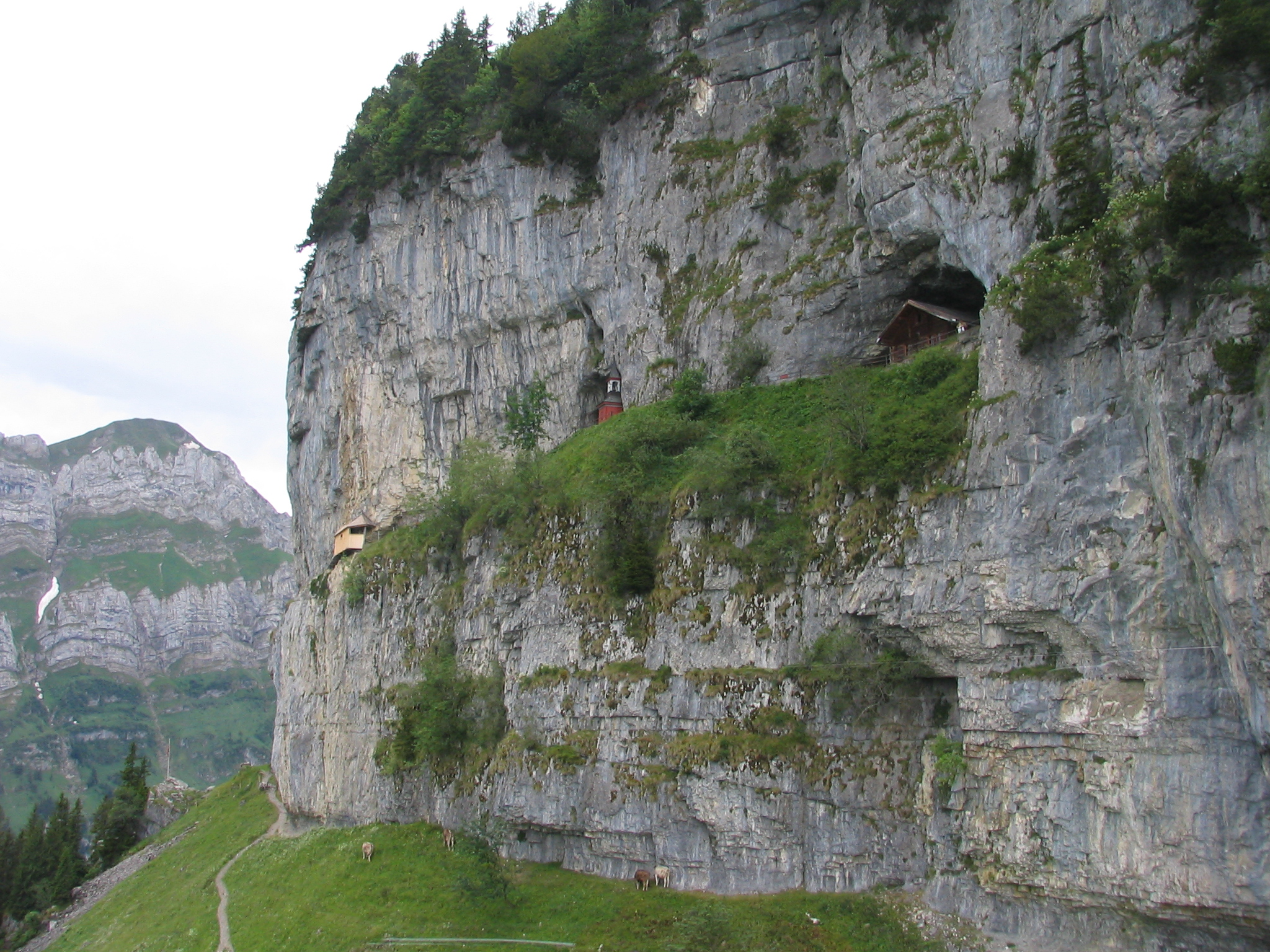
Wildkirchli, von der Seilbahn aus gesehen

Das Wildkirchli besteht aus drei Höhlen und liegt unterhalb der Ebenalp im Alpstein im Kanton Appenzell Innerrhoden in der Schweiz. Das Wildkirchli mit der Kapelle St. Michael steht auf der Liste der Kulturgüter von nationaler Bedeutung im Kanton Appenzell Innerrhoden.

## Geschichte

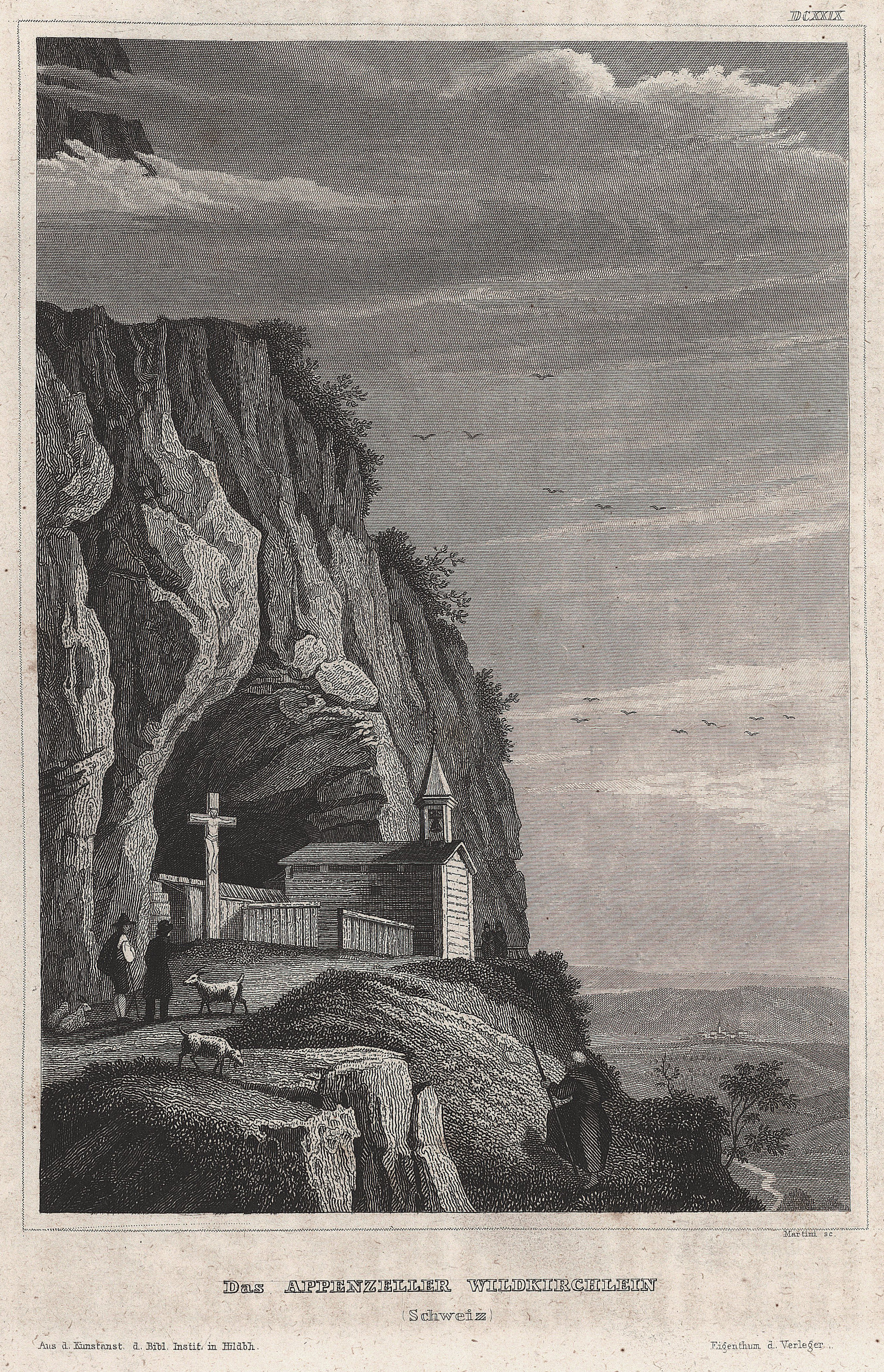
Das Appenzeller Wildkirchlein um 1850

"Wirthschaft zum Wildkirchlein" (ca. 1910)

Der Name Wildkirchli wird erstmals vom St. Gallener Reformator und Bürgermeister Joachim Vadian erwähnt. 1621 gründete der Mönch Philipp Tanner eine Höhlenkapelle in einer der drei Höhlen des Wildkirchli, die der Pfarrer Paulus Ulmann 1658 zu einer Einsiedelei ausbaute. Man kann davon ausgehen, dass die Alp-Bauern der Ebenalp schon lange vor Tanner einen kleinen Ort der Andacht in der Höhle eingerichtet hatten. Tanner fand anlässlich eines Besuchs der Ebenalp eine verwahrloste Gebets-Stätte vor. Mit Unterstützung der Behörden des Standes Appenzell Innerrhoden liess er einen hölzernen Altar und vor der Höhle einen Holzturm mit grossen Kreuz errichten. Die Kapelle wurde auf den Namen des Erzengels Michael geweiht und sollte als Wallfahrtsort dienen. Nachdem Tanner Appenzell 1624 verlassen hatte, vergassen die Appenzeller die Kapelle. 
Es ist dem Appenzeller Pfarrer Paulus Ulmann zu verdanken, dass die Höhlen nicht wieder in Vergessenheit gerieten. 1658 war er der erste Eremit, der sich in Wildkirchli niederliess, nachdem er sein Pfarramt in Appenzell aufgegeben hatte. Unter Ulmann entwickelte sich das Wildkirchli zu einem beliebten Wallfahrtsort für die Appenzeller. 1679 gründete Ulmann die Wildkirchli-Stiftung, um die Einsiedelei auch über seinen Tod hinaus zu erhalten. Die Stiftung verfügte über Grundbesitz in der Umgebung der Höhlen, und aus den Erträgen sollten der Unterhalt der Gebäude und das Leben der Eremiten finanziert werden. Der Stiftungsbrief befindet sich im Besitz des Landesarchivs Appenzell Innerrhoden. Bis 1853 lebten zirka zwei Dutzend Eremiten ständig in den Höhlen. Als im Jahre 1853 der Eremit Anton Fässler tödlich abstürzte, wurde die Einsiedelei aufgegeben. 1860 wurden die ehemaligen Unterkünfte der Eremiten durch das heutige Gasthaus Äscher (auch Aescher) ersetzt. Dieses befindet sich bis heute im Eigentum der Wildkirchlistiftung und wird verpachtet.
Durch die touristische Erschliessung des Alpsteins ab dem Beginn des 19. Jahrhunderts rückte das Wildkirchli ins Zentrum der Öffentlichkeit. Eine der frühesten Reisebeschreibungen mit dem Titel Die Schilderung der Gebirgsvölker in der Schweiz stammt aus dem Jahr 1798 vom deutschen Reiseschriftsteller Johann Gottfried Ebel. Die ersten Werbeansichten des Wildkirchlis stammten vom Schweizer Landschaftsmaler Johann Baptist Isenring, der 1830 seine Ansichten aus dem Appenzeller Gebirge veröffentlichte. Hier finden sich zwei Blätter mit Ansichten des Wildkirchlis. Das Wildkirchli wurde z. B. 1836 von der Dichterin Annette von Droste-Hülshoff besucht und beschrieben.
Über ihre engere regionale Bedeutung hinaus wurde die Eremitenklause und Höhlenkapelle Wildkirchli auch durch den 1855 veröffentlichten Roman Ekkehard von Joseph Victor von Scheffel  bekannt. Der Held gleichen Namens lebte nach einer enttäuschten Liebe als Eremit auf dem Wildkirchli.
1904 wurden in diesen Höhlen vom St. Galler Naturwissenschaftler Emil Bächler prähistorische Funde von Höhlenmenschen, wie bearbeitete Steine, Werkzeuge und Knochen gefunden. Diese lassen sich in die Zeit von 50'000 bis 30'000 v. Chr. datieren und beweisen, dass damals Neandertaler im Alpsteingebirge lebten. Die Tatsachen machten das Wildkirchli weltbekannt. Neben diesen Funden entdeckte man auch Spuren von Höhlenbären, die in den Höhlen ab 90'000 v. Chr. lebten. Die Funde werden in einem 1972 nachgebauten Eremitenhäuschen im Wildkirchli und im Museum von Appenzell ausgestellt.

## Höhlen
Das Karst-Höhlensystem besteht aus drei Höhlenteilen mit grossräumigen Gängen. Ein Höhlenteil ist durchgängig und hat zwei Eingänge. Dieser kann auf einem Wanderweg begangen werden. Das Höhlensystem befindet sich im Schrattenkalk und hat eine Gesamtlänge von rund 150 m.
Eine der drei Höhlen wurde von Einsiedlern, die in den Höhlen von 1658 bis 1853 lebten, in eine Altarhöhle umgewandelt, die heute noch von der Frömmigkeit der Einsiedler zeugt und wo heute noch Messen gefeiert werden. In einer zweiten Höhle lebten die Eremiten während des Sommers, in der dritten befindet seit 1846 das Berggasthaus Aescher-Wildkirchli.

## Bilder

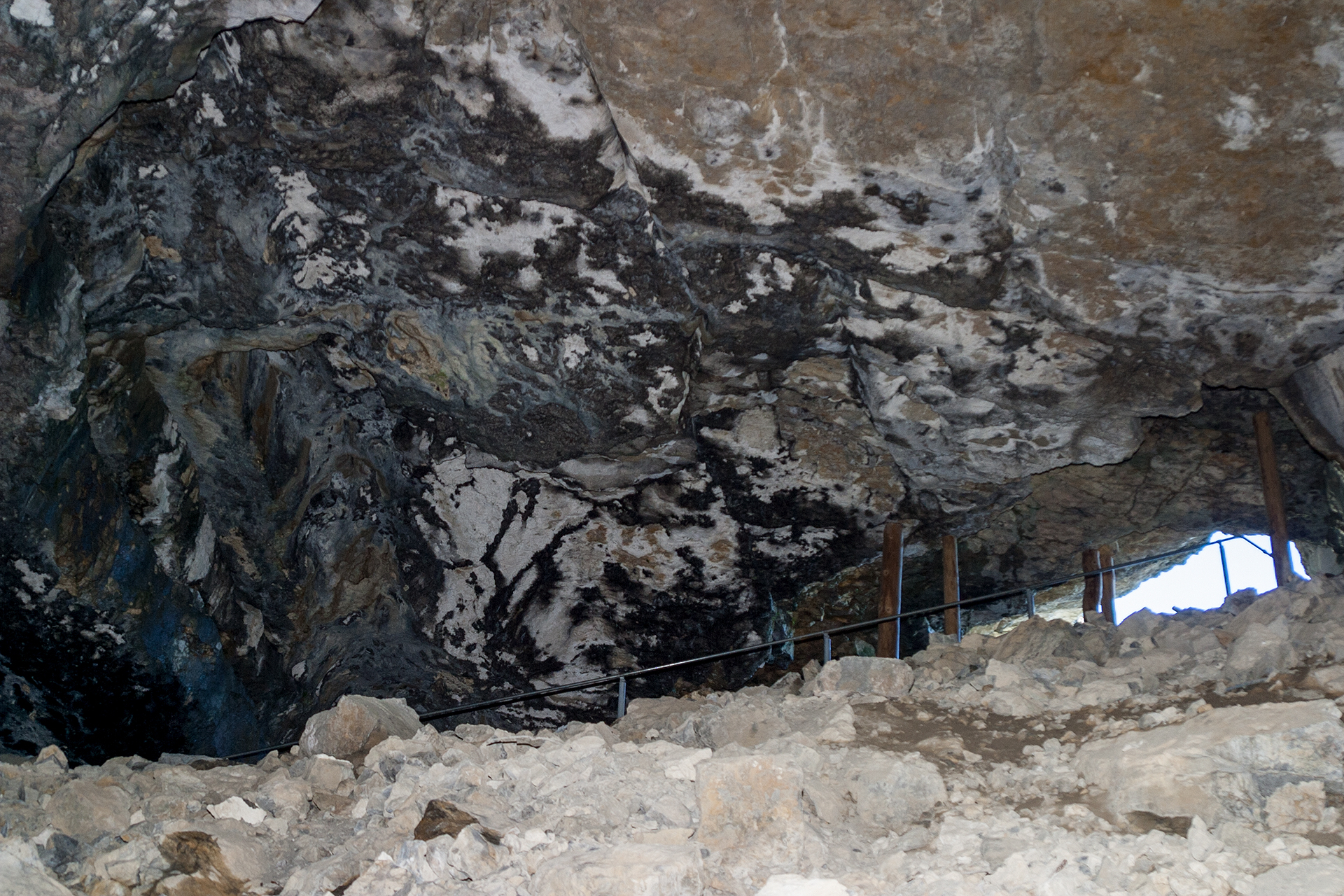
Prähistorische Höhle
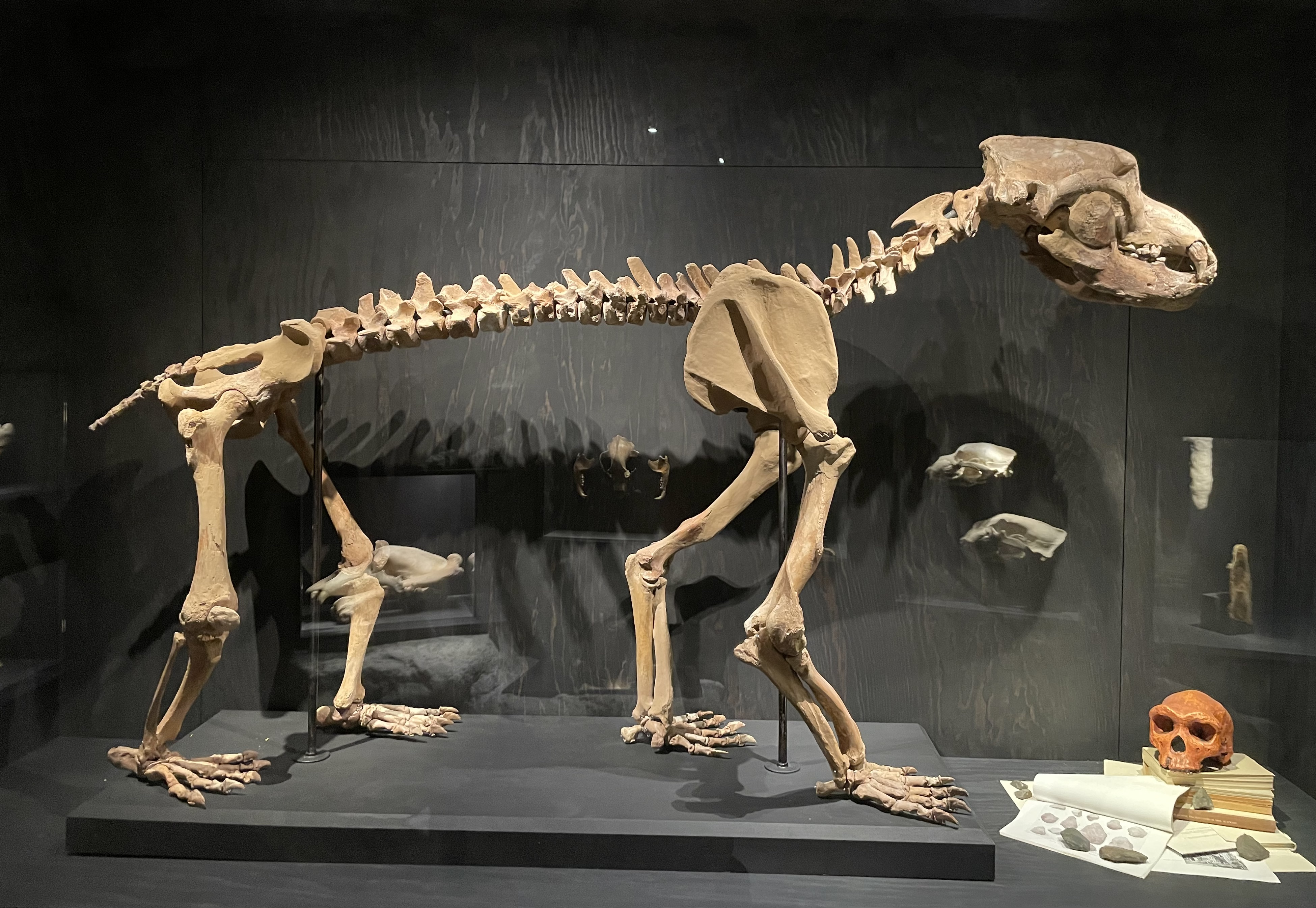
Höhlenbärenskelett aus der Wildkirchlihöhle
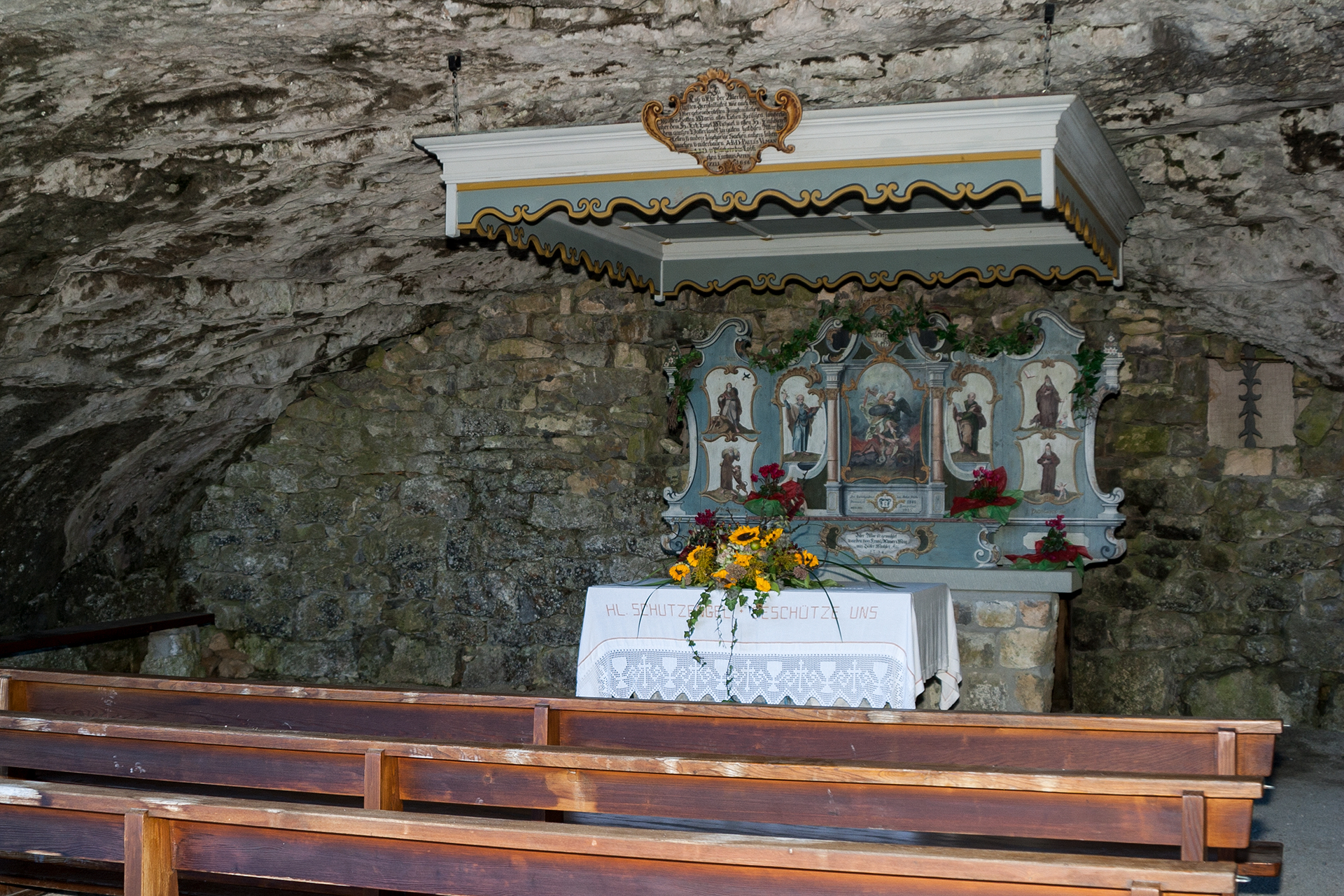
Altarhöhle
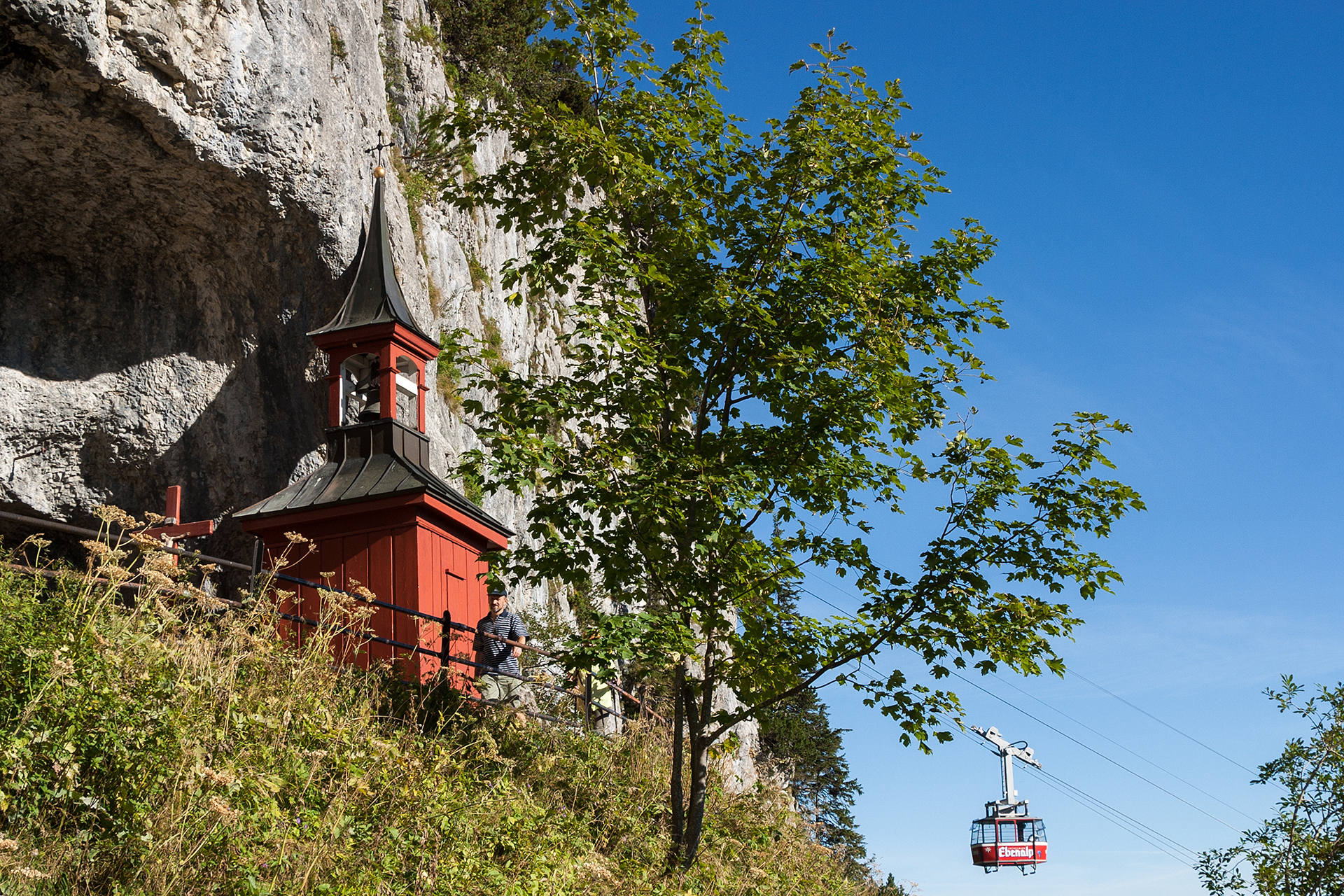
Glockenturm
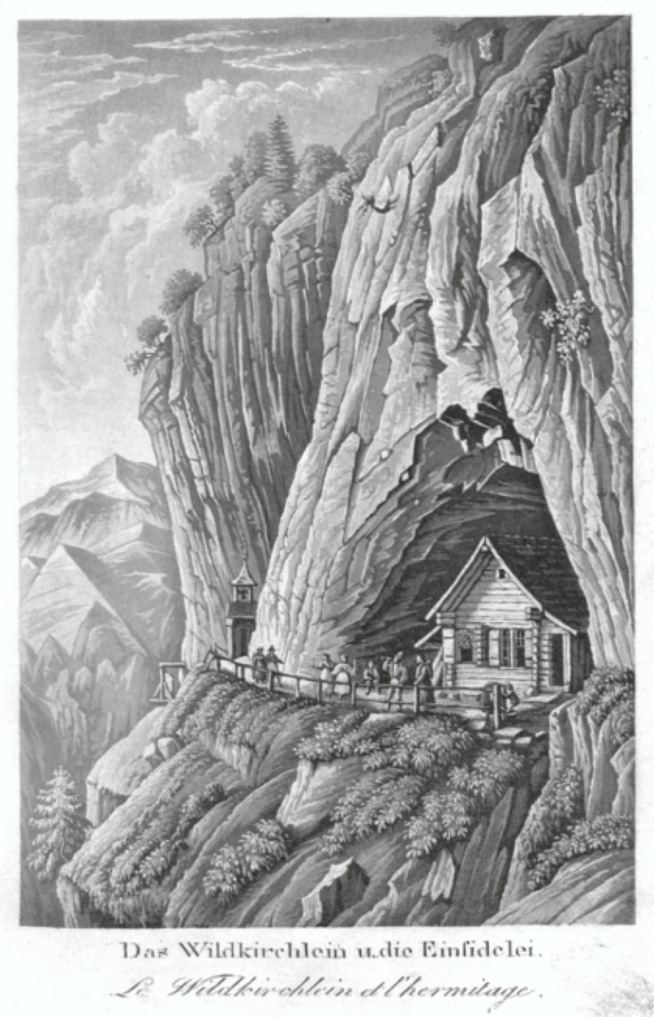
Ansicht Wildkirchli von J.B. Isenring, 1830
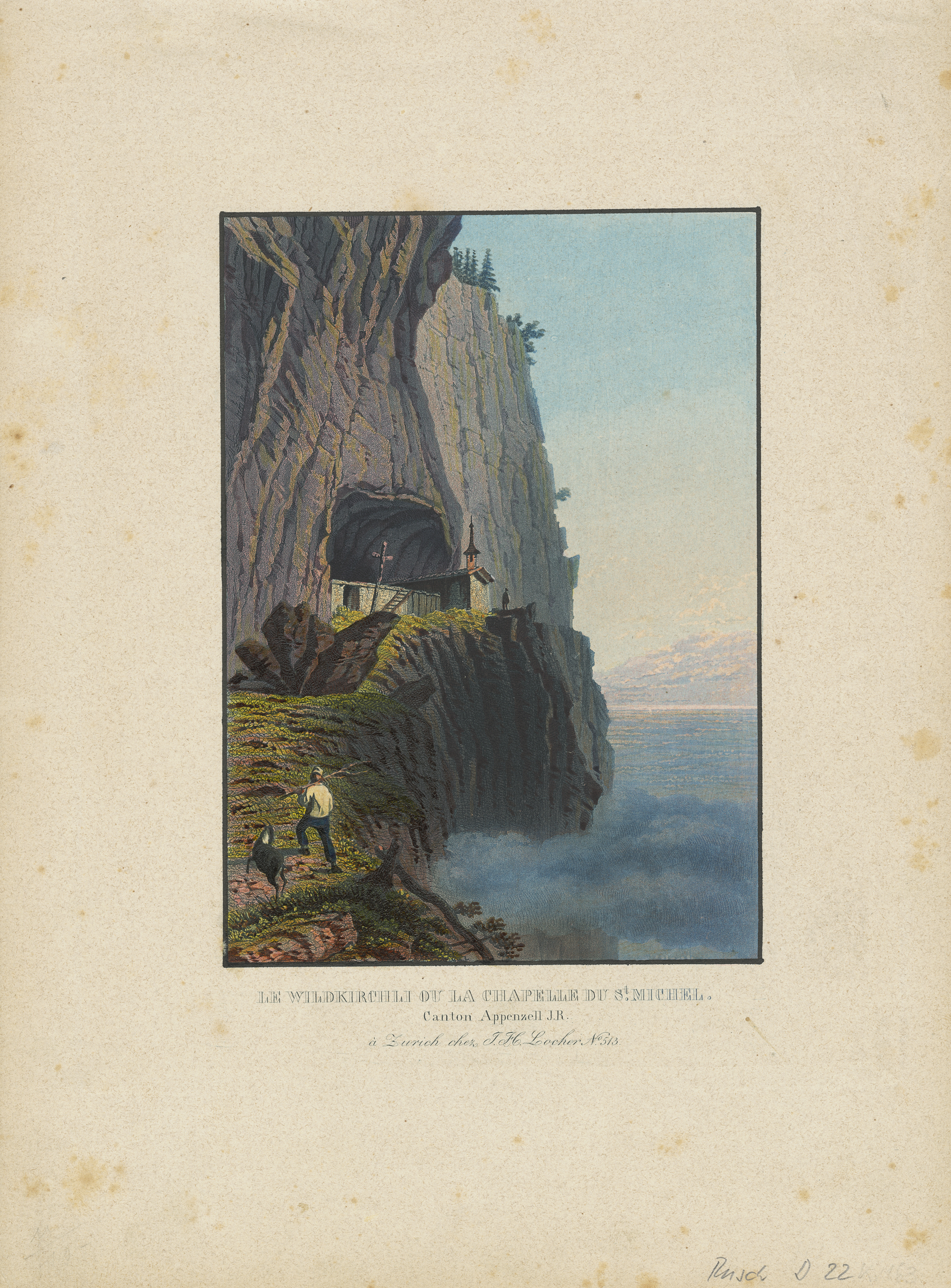
Darstellung von J.H. Locher, 1871